# Янгіхаят (Кашкадар'їнська область)
Янгіхаят (узб. Yangixayot, Янгихаёт) — міське селище в Узбекистані, в Каршинському районі Кашкадар'їнської області.
Статус міського селища з 2009 року.